# Sinistrin
Sinistrin es un polímero de azúcar o polisacárido natural, también sabido como polifructosano. Pertenece al grupo de los fructosanos, como la inulina. Al igual que sustancias similares, como fructosanos o la inulina, la sinistrina actúan como una molécula de almacenamiento de la energía en las plantas.

## Descubrimiento, historia, y fabricación
Ya en 1879 Schmiedeberg aisló este carbohidrato de la cebolla roja (Urginea maritima). El nombre la sustancia Sinistrina, deriva de la palabra latina 'Sinister' para izquierdo, y se debe a sus actividades de rotación ópticas. La sinistrina fue también encontrado en mucines de caracoles comestibles (Helix pomatia) por Hammarsten en 1885.
Hoy la sinistrina es industrialmente fabricada a partir de la cebolla roja por varios procesos de extracción y purificación.

## Bioquímica
La sinistrina es, al igual que la inulina, un β–D-fructosano con ramificaciones en el carbono 6. Pertenece al grupo de fructosanos y es en parte contado dentro de la categoría de fructooligosacáridos (FOS). La Sinistrina está compuesta por unidades de fructosa (97%) y unidades de glucosa (3%, aproximadamente), construyendo una cadena de moléculas de fructosa con una unidad de glucosa terminal. El grado de polimerización (dp) de sinistrina es en promedio en 15, el peso molecular es en 3500 Da con una gama de 2000 a 6000 Da. Las diferencias principales entre sinistrin y la inulina son los más que presentan mayor resistencia alcalina y la mejor solubilidad en agua (incluso en agua fría) de sinistrina comparada con la inulina.

## Usos

### Médico
Como la inulina el polímero sinistrin no es metabolizado en sangre humana y pasa los riñones sin cambios. Ambos, la inulina y la sinistrina, es por tanto frecuentemente utilizada para la diagnosis de desórdenes de riñón. Una medida importante de la función del riñón es el Tasa de Filtrado Glomerular (TFG). La TFG es el volumen de fluido filtrado de los capilares glomerulares renales hacia la cápsula de Bowman, por unidad de tiempo. Para medir este parámetro, una sustancia marcadora se inyecta al flujo sanguíneo, y su índice de la excreción en orina se compara a la concentración de plasma.Las concentraciones del marcador necesitan no ser tóxicos, no endógenos en la circulación, ni reabsorbidas ni secretados en el riñón,y medible. 
La medida del aclaramiento de la sinistrina es usada para determinar exactamente el GFR en humanos. Los ensayos para determinar los niveles de sinistrina en la orina o el plasma son idénticos a aquellos utilizados para la inulina. Aun así, la sinistrina es a menudo preferido a su alternativa, la inulina, porque es altamente soluble en agua y más fácil de manejar. Para la aplicación como diagnóstico renal una solución acuosa de sinistrina está aprobada bajo el nombre comercial "Inutest".